# Iszozaki Arata

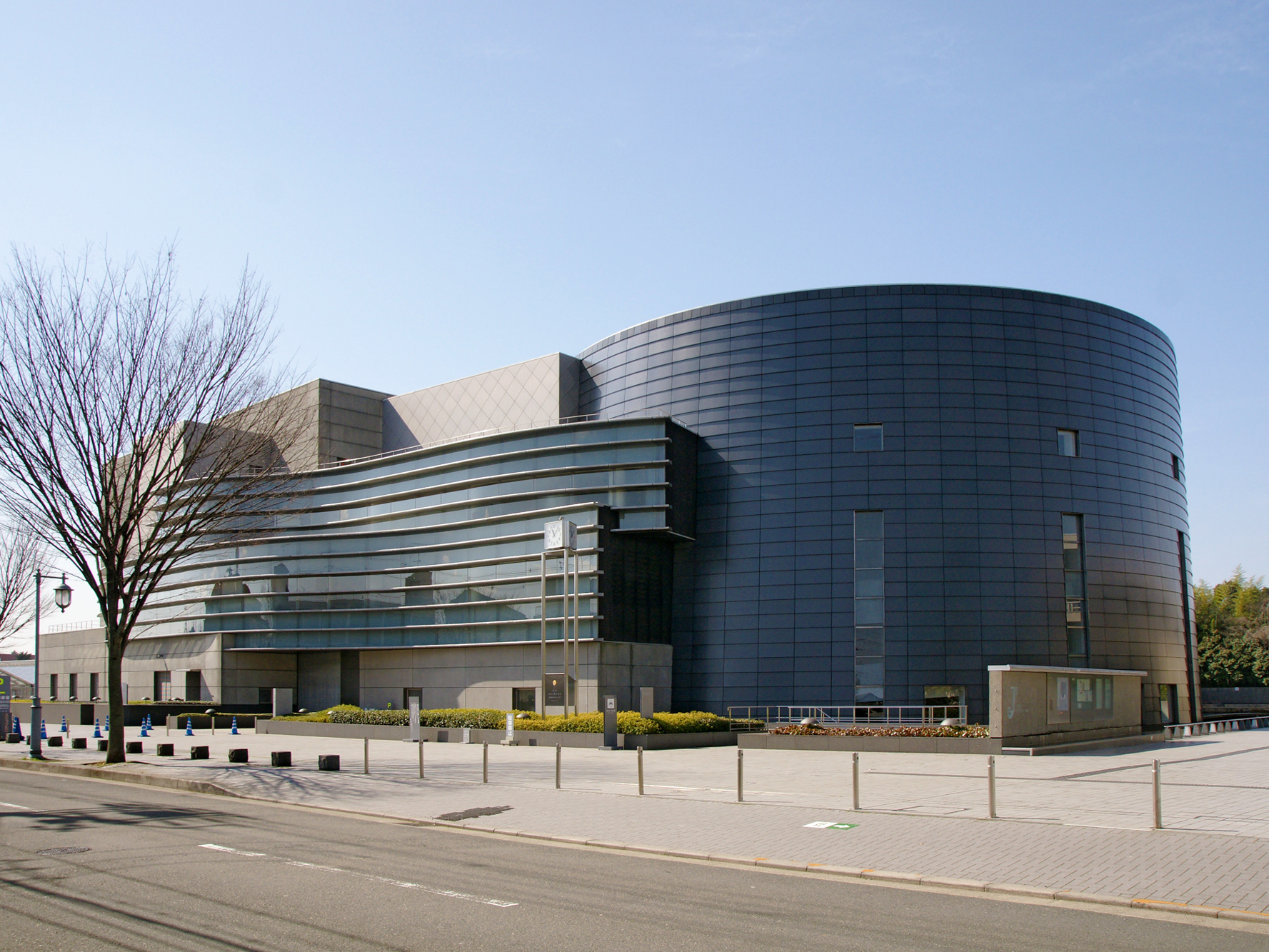
Kiotói Koncertterem

Iszozaki Arata (磯崎新; Hepburn: Arata Isozaki; Óita, 1931. július 23. – Naha, 2022. december 28.) japán építész.

## Élete
Tanulmányait a Tokiói Egyetemen végezte, ahol többek között az ismert építész, Tange Kenzó tanítványa volt. 1963-ig vele dolgozott, majd megalapította saját cégét.

### Munkássága

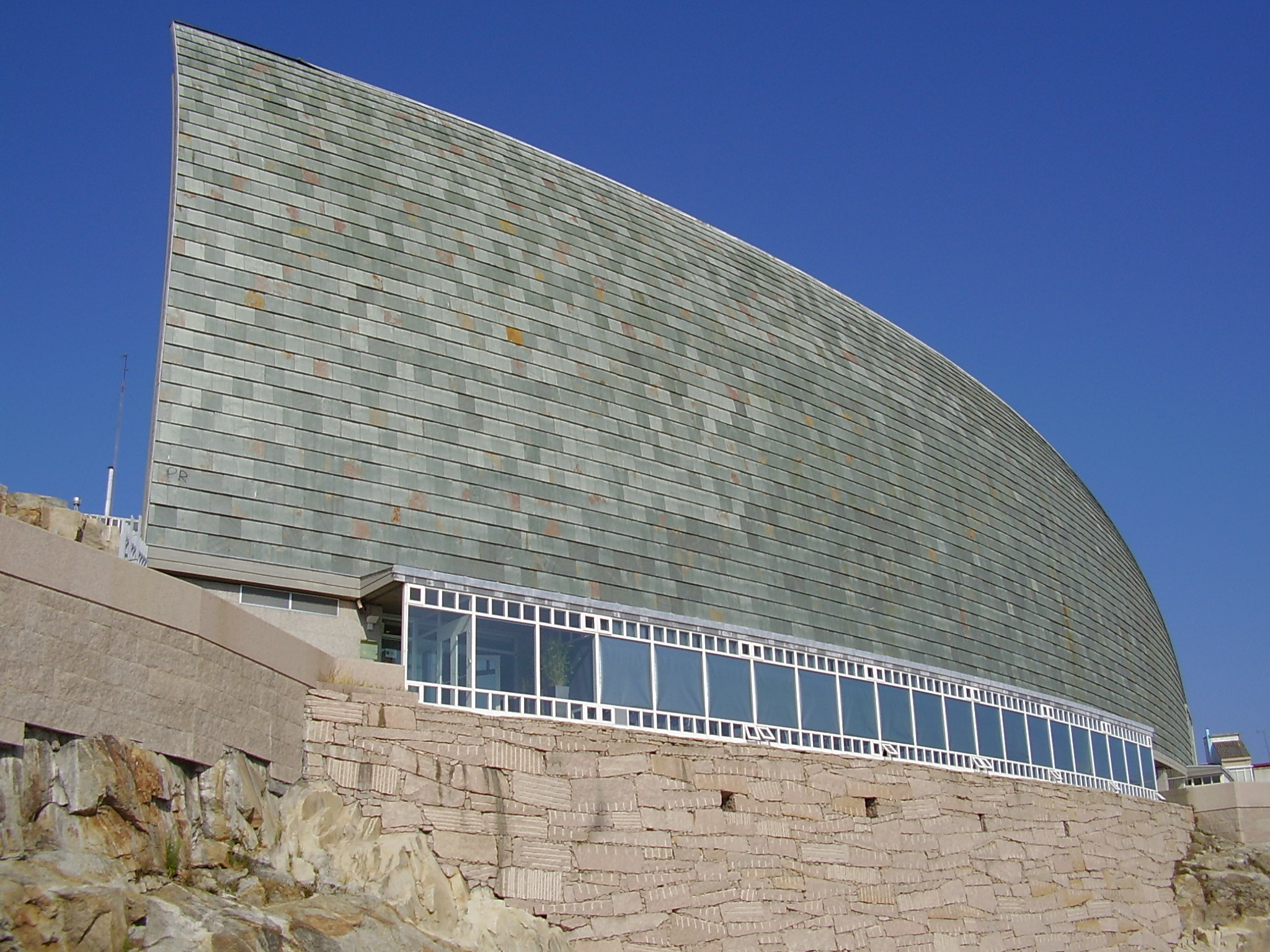
Edificio del Hombre

Első műveiben, terveiben a japán tradíciókat ötvözi a modern technológiákkal. Az 1970-es években stílust váltott, és a hagyományos elemeket posztmodern elemekre cserélte. Számos nemzetközi sikert könyvelhet el magának, japán, brit, amerikai építészeti díjakat kapott. Több egyetemnek a professzora, köztük említhető a Harvard, a Yale és a Columbia.

## Nevezetesebb épületei

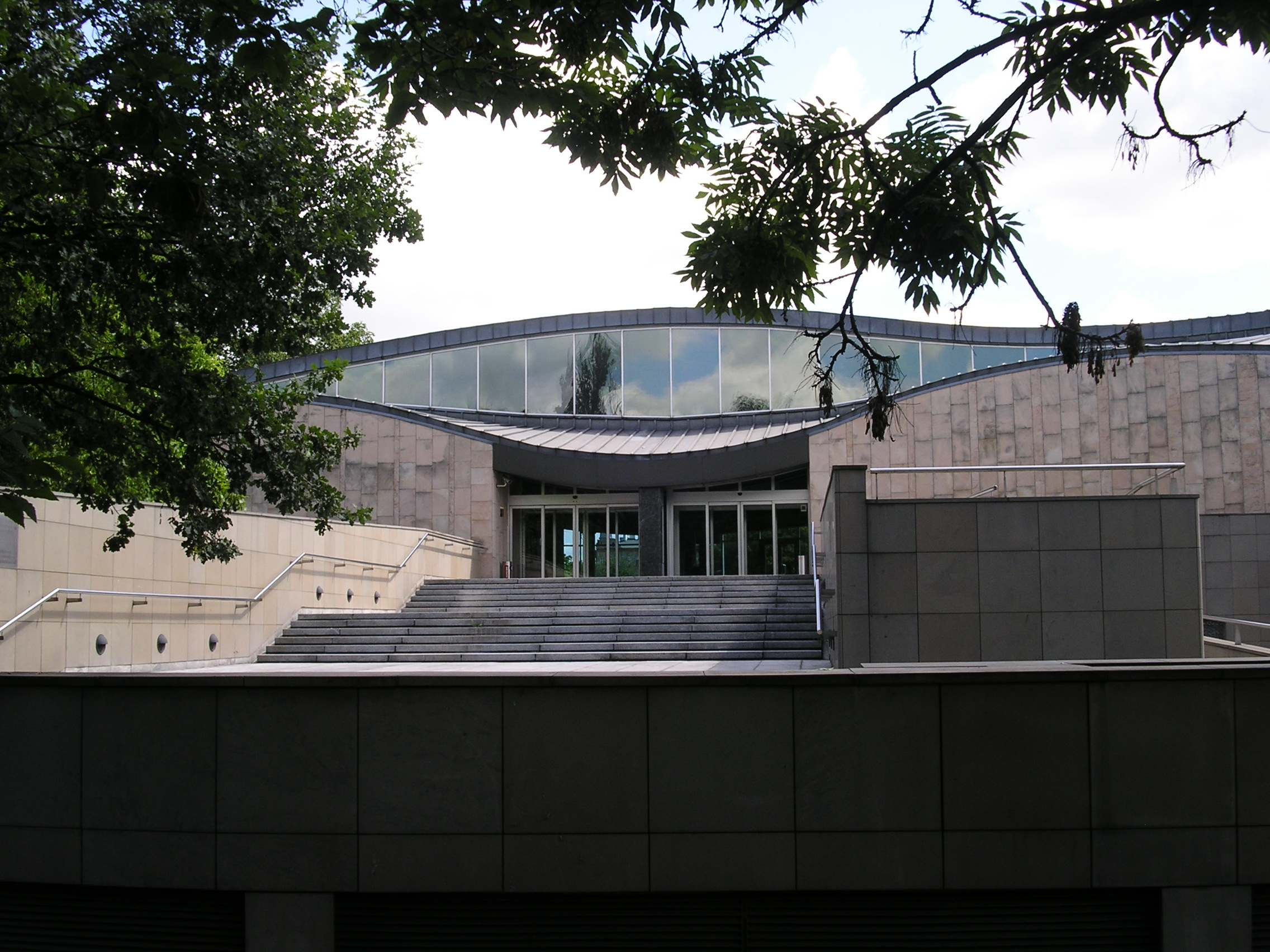
Japán Művészeti és Technológiai Központ

- Sant Jordí Sportpalota (Palacio de Deportes Sant Jordi) (Barcelona, Spanyolország)
- Szépművészeti Múzeum (Takaszaki, Japán)
- Arch, University Bond (Gold Coast, Ausztrália)
- Team Disney hivatali épülete (Orlando, Florida, USA)
- Jano-ház (Kavaszaki, Japán)
- Volksbank épülete a Potsdamer Platzon (Berlin, Németország)
- Edificio del Hombre (La Coruña, Spanyolország)
- Kortárs Művészetek Múzeuma (Stuttgart, Németország)
- Daniel Templon Alapítvány (Fundación Daniel Templon) (Fréjus, Franciaország)
- Külügyminisztérium (Rijád, Szaúd-Arábia)
- Palasport Olimpico (Torino, Olaszország)
- Centre of Japanese Art and Technology (Krakkó, Lengyelország)